# Sorgantennmal
Sorgantennmal (Nematopogon magnus) är en fjärilsart som först beskrevs av Philipp Christoph Zeller 1878.  Sorgantennmal ingår i släktet Nematopogon, och familjen antennmalar. Arten är reproducerande i Sverige.